# ابرادو ویلالوباس
ابرادو ویلالوباس (اسپانیایی: Eberardo Villalobos‎؛ ۱ آوریل ۱۹۰۸ – ۲۶ ژوئن ۱۹۶۴) یک بازیکن فوتبال اهل شیلی بود.

## تیم ملی
وی همچنین در تیم ملی فوتبال شیلی بازی کرده است.